# Festa da Lapinha - Reis
A Festa de Reis é uma manifestação religiosa católica e cultural, tradicional na cidade de Salvador, no estado brasileiro da Bahia. Ocorre anualmente nos dias 5 e 6 de janeiro, no bairro da Lapinha, em celebração à visita dos três Reis Magos ao Menino Jesus no dia de seu nascimento.
A festividade é organizada pela Igreja de Nossa Senhora da Conceição da Lapinha desde 1993.

## História
A Festa dos Reis tem sua origem na Europa. Veio para o Brasil no período da colonização portuguesa. O cortejo dos Ternos de Reis acontece no bairro da Lapinha desde 1975. O atual formato da festividade teve seu início no ano de 1993, através do padre José de Souza Pinto, que integrou a solenidade da igreja com o desfile dos ternos. Padre Pinto criou o Terno Anunciação, que abre o cortejo do evento.

## Polêmica da Festa de Reis da Lapinha em 2006
A Polêmica da Festa de Reis da Lapinha em 2006 refere-se à controvérsia gerada pela participação do Pe. José de Souza Pinto na tradicional celebração da Festa de Reis da Lapinha, em Salvador. O evento ganhou destaque nacional após a exibição de uma reportagem no Jornal da Globo, em 5 de janeiro de 2006, que mostrava o padre Pinto vestido de Oxum, uma orixá da religião Candomblé, durante a festividade.
A atitude do padre, que já era conhecido por suas performances inovadoras na festa desde o início da década de 1990, causou grande repercussão e dividiu opiniões na comunidade católica. A Arquidiocese de Salvador, liderada pelo cardeal arcebispo primaz do Brasil, Dom Geraldo Majella Agnelo, emitiu uma nota pública no dia seguinte ao evento, expressando sua perplexidade e desaprovação em relação à conduta do padre. A nota divulgada em 6 de janeiro de 2006, continha o seguinte trecho:
"As apresentações do Padre José de Souza Pinto, religioso da Sociedade das Divinas Vocações, se colocaram fora da normalidade e, por isso, causaram perplexidade entre as autoridades presentes, os fiéis e os demais participantes dos festejos. Ademais, os comportamentos manifestados naquela ocasião estão a merecer cuidados terapêuticos, cujas providências estão sendo tomadas por parte dos superiores da sua Congregação e da Arquidiocese." Nota da Arquidiocese de Salvador
Após a polêmica, o padre José de Souza Pinto foi afastado da paróquia e de suas atividades sacerdotais pela Arquidiocese de Salvador. A medida gerou debates e manifestações de apoio ao padre, que alegava ter realizado suas performances com o consentimento da comunidade e do cardiologista. 
A polêmica da Festa de Reis da Lapinha em 2006 levantou discussões sobre a relação entre religião, cultura popular e liberdade de expressão. A atitude do padre Pinto foi interpretada por alguns como uma forma de valorização da cultura afro-brasileira e de diálogo inter-religioso, enquanto outros a consideraram uma afronta à tradição católica.
Apesar da controvérsia, a Festa de Reis da Lapinha continuou a ser celebrada anualmente, mantendo suas características tradicionais. O evento permanece como um importante patrimônio cultural da cidade de Salvador. 

## Festividades

### 5 de janeiro
Às dezoito horas, é realizado a Missa Solene na Igreja de Nossa Senhora da Conceição da Lapinha. Após a missa, o padre abençoa as barracas e há a queima das palhas do presépio. Logo em seguida, inicia-se o cortejo dos Ternos de Reis com seus estandartes. O cortejo começa no Largo da Lapinha, vai até a praça da Soledade e retorna para o Largo. O primeiro cortejo é realizado pelo Terno Anunciação. Após o primeiro cortejo, outros Ternos de Reis se apresentam em um palco montado no Largo, sempre acompanhados de música, e após a apresentação, saem em cortejo, enquanto outro Terno de Reis se apresenta no palco,

### 6 de janeiro
Às seis horas da manhã, há a alvorada festiva e às dezoito horas, é realizado uma missa na Igreja de Nossa Senhora da Conceição e após a missa, há o cortejo com todos os Ternos de Reis.